# Tyler Ford
Tyler Ford (* 8. Juni 1985 in Lima, Ohio) ist ein US-amerikanischer Schiedsrichter im Basketball, der seit dem Jahr 2014 in der NBA tätig ist. Er trägt die Uniform mit der Nummer 39.

## Karriere

### College-Basketball
Vor dem Einstieg in die NBA arbeitete er drei Jahre als College-Basketballschiedsrichter in der Big Ten Conference, Mid-American Conference und Summit League.

### National Basketball Association
Ford begann im Jahr 2014 seine NBA-Schiedsrichterlaufbahn beim Spiel der Philadelphia 76ers gegen die Chicago Bulls.
Zuvor war er je fünf Jahre als Schiedsrichter in der NBA G-League und in der Women’s National Basketball Association tätig.